# Ligne de Coire à Arosa
La ligne de Coire à Arosa (en allemand Bahnstrecke Chur–Arosa), ou ligne d'Arosa, est une ligne ferroviaire suisse, no 930, elle fait partie du réseau à voie étroite des Chemins de fer rhétiques (RhB). C'est une ligne de montagne qui relie les villes de Coire, à 585 mètres d'altitude, et d'Arosa, à 1 739 mètres d'altitude, dans le canton des Grisons.

## Chronologie
- 12 décembre 1914, mise en service de l'ensemble de la ligne[1]